# Tramwaje w Sowiecku
Tramwaje w Tylży − zlikwidowany system komunikacji tramwajowej w rosyjskim mieście Sowieck (dawniej niemiecka Tylża).

## Historia
Tramwaje w Tylży uruchomiono 26 lipca 1901. Od początku były to tramwaje elektryczne, wąskotorowe (1000 mm). W mieście funkcjonowały 4 linie. Tramwaje zlikwidowano w październiku 1944. W Sowiecku eksploatowano 12 wagonów silnikowych oraz 5 wagonów doczepnych. Do dzisiaj w niektórych miejscach zachowały się pozostałości infrastruktury tramwajowej.

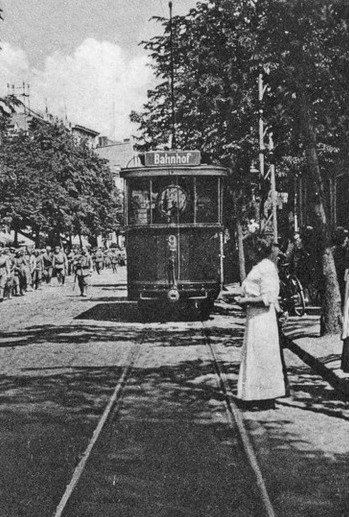
Tramwaj w Tylży, 1915